# Tous, sauf moi
Tous, sauf moi (titre original en italien : Sangue giusto) est un roman italien de Francesca Melandri publié originellement en Italie le 14 septembre 2017 aux éditions Rizzoli et en français le 14 mars 2019 aux éditions Gallimard. 
Troisième roman de l'écrivaine italienne, il complète sa « trilogie des pères » consacrée depuis 2010 à l'étude du passé récent de l'Italie et dédiée dans ce volume à l'histoire coloniale africaine de son pays dans la première moitié du XXe siècle et à ses conséquences à long terme dans l'histoire contemporaine de la péninsule.

## Historique du roman

### Écriture du roman
Ce roman est pour Francesca Melandri le dernier d'une trilogie informelle – dont l'écriture a commencé en 2007 – qu'il forme avec Eva dort (2010) et Plus haut que la mer (2012) et qu'elle intitule la « trilogie des pères »,. Bien qu'elle soit allée en Éthiopie et qu'elle ait initiée ses recherches auparavant, l'écriture de ce dernier livre débute en 2012 et dure cinq ans. Ancienne scénariste pour l'audiovisuel, elle s'attache tout particulièrement au montage des chapitres qui lui prendra plus d'un an pour atteindre un état qui permette, selon elle, une « lecture fluide ».
Son travail s'inscrit donc une nouvelle fois dans le passé historique et collectif de l'Italie et, au double sens, dans la réflexion sur la patrie et ce que signifie la paternité. Si ce roman n'est en rien autobiographique, l'écrivaine indique tout de même que son père, Franco Melandri, avait à peu près le même âge que le personnage principal, était lui aussi un jeune fasciste comme toute une génération née après la Grande Guerre, même s'il n'a pas participé aux guerres coloniales en Éthiopie, mais a combattu dans le Corps expéditionnaire italien sur le front russe. Elle souhaite dès lors s'intéresser au refoulé italien de cette période noire du fascisme en Afrique qui a, selon elle, des sources et des racines typiquement italiennes avec des résurgences contemporaines faute de ne pas avoir « inclus psychiquement le fascisme dans la mémoire nationale et privée ».
Le titre original du roman en italien, Sangue giusto, fait tout à la fois référence littéralement au « sang juste », c'est-à-dire à l'hérédité de la lignée génétique au sein d'une famille, qu'à la notion juridique de jus sanguinis ou droit du sang que les lois raciales fascistes avaient établie dans le pays et dans l'Empire italien afin d'interdire les mariages mixtes et la reconnaissance des enfants métis qui en étaient issus lorsque souvent les jeunes soldats (et colons) italiens prenaient des « compagnes de plaisir », relations qui n'étaient pas interdites. Le titre de la traduction en français, Tous, sauf moi, fait référence à une devise que le personnage principal du roman s'applique tout au long de sa vie – et que la chance protège –, survivant aux épreuves de l'histoire et à la mort.

### Sélections et prix littéraires
L'édition originale italienne, Sangue giusto, est retenue jusqu'à l'avant-dernière sélection du prix Strega en 2018 (mais échouera à figurer dans les cinq finalistes pour deux voix sur 150) puis remportera la même année le prix Silva ’49 dans la catégorie littérature,.
En France, le livre est retenu dans la première sélection du prix du Meilleur Livre étranger et a fait partie des trois finalistes du prix Jan-Michalski en 2019.

### Ventes
Sans que les chiffres de vente soient connus en Italie, la presse rapporte cependant que le roman n'a pas reçu de succès auprès des lecteurs italiens malgré une couverture médiatique correcte. En revanche, les ventes dans le monde germanophone (Allemagne, Autriche et Suisse) de la traduction allemande ont rencontré un franc succès avec 60 000 copies vendues six mois après sa parution,. De plus, fort de cette dynamique, les droits du livre sont acquis lors de la Foire du livre de Francfort 2018 par neuf éditeurs étrangers.

## Résumé
En 2010, Ilaria trouve sur le palier de son appartement, situé dans le quartier de l'Esquilino à Rome, un jeune migrant éthiopien qui dit se nommer Shimeta Ietmgeta Attilaprofeti et être le petit-fils de son père, Attilio Profeti, un vieil Italien de 95 ans – patriarche polygame d'une famille de quatre enfants issus de deux foyers –, qui, comme beaucoup d'Italiens de sa génération enivrés des exploits et de la rivalité entre le maréchal Pietro Badoglio et général Rodolfo Graziani, a fait dans sa jeunesse les guerres de colonisation de Mussolini dans la Corne de l'Afrique aboutissant à la création de l'Afrique orientale italienne.
Cela fait trois ans que Shimeta a fui l'Éthiopie pour des raisons politiques, en suivant la route des migrants vers la Libye, l'enfermement dans les camps de Kadhafi et l'embarquement sur un bateau de fortune vers Lampedusa afin d'arriver en Europe avec, pour lui, le but de trouver sa « famille » italienne qui ignore tout de lui et de son père. Après une année passée dans le centre d'accueil de Lapemdusa et la lente remontée vers Rome, son apparition devant les enfants Profeti les laissent dans un premier temps dubitatifs. Même si le vieil homme n'a plus toute sa lucidité, ses enfants constatent rapidement la réalité des dires du jeune Éthiopien avec la découverte de photos et de lettres qu'Ietmgeta Attilaprofeti a envoyées durant des décennies à son père italien. Non seulement, le vieil Attilio avait caché pendant des années son dernier fils homonyme qui vivait dans son second foyer, où il était malgré tout très présent, mais il avait également renié son premier fils (portant également son nom), eu avec la jeune éthiopienne Abeba, et avait tu son existence aux yeux de tous, sauf de son ami Carbone, un « ensablé » italien à Addis-Abeba qui gardait un œil sur lui.

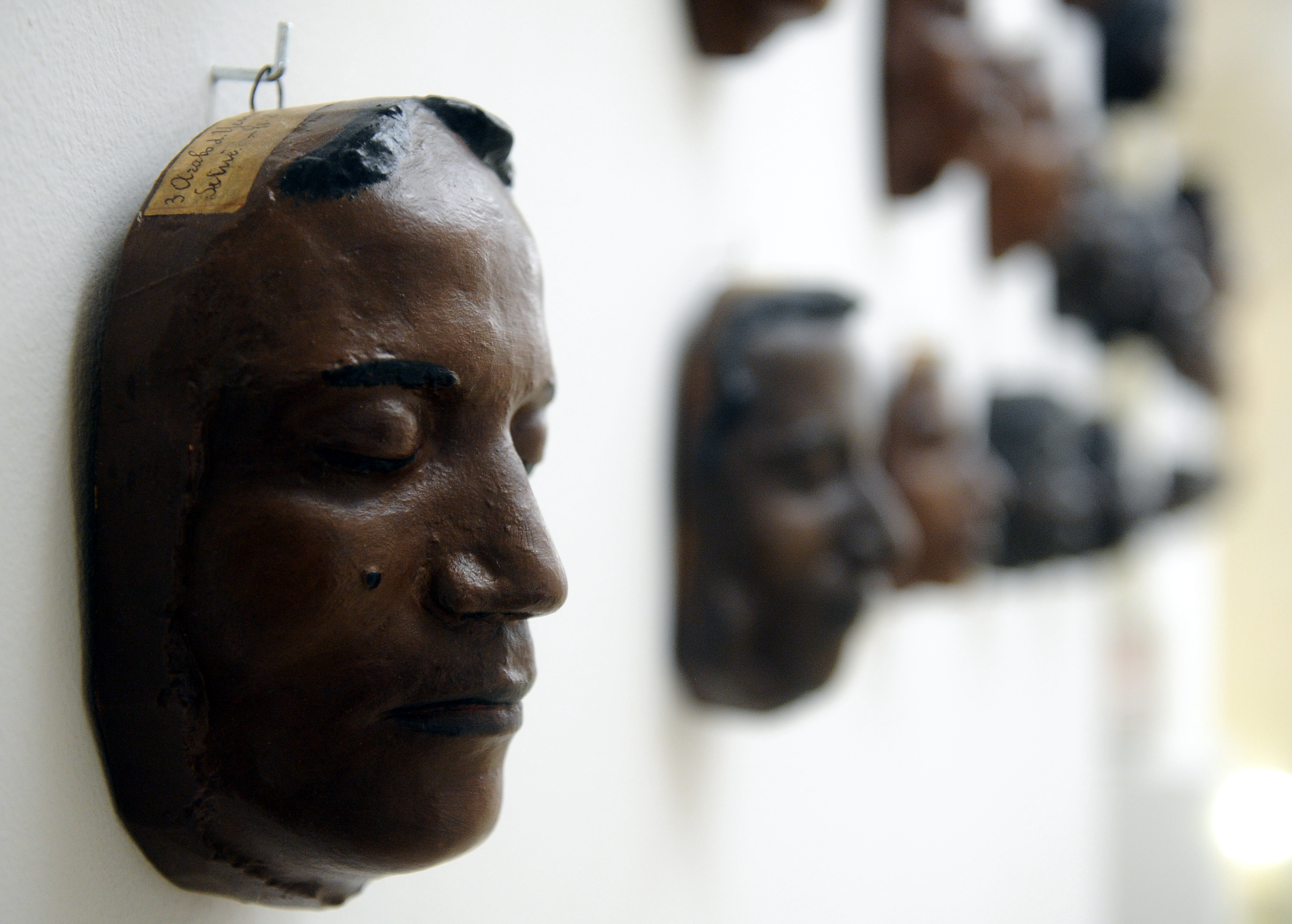
Moulages faciaux réalisés par Lidio Cipriani en Afrique.

Ilaria creuse dès lors dans le passé trouble et inavoué de son père, Atillio Profeti, rentré en janvier en 1940 dans sa ville natale de Lugo di Romagna après quatre années de campagnes avec les Chemises noires en Éthiopie où il a participé aux missions ethnographiques de Lidio Cipriani et adhéré au Manifeste fasciste de la race mais a aussi été actif dans la répression contre la résistance amhara. Il a alors travaillé au ministère des Colonies à Rome et ainsi pu échapper, contrairement à son frère Otello envoyé sur le front libyen, à l'enrôlement dans les troupes de l'Italie entrée dans le conflit mondial en juin 1940. Après la guerre, il déclara qu'il était du côté des partisans ayant lutté contre l'envahisseur allemand. Grâce à une rencontre opportune avec un jeune entrepreneur, Edoardo Casati, il rentre au service de cet homme qu'il seconde dans ses affaires immobilières douteuses de la reconstruction du pays à marche forcée des années 1950. Malgré tout, dans les années 1980, lorsqu'il apprend que son fils Ietmgeta a été arrêté par la police du Derg, Atillio Profeti réussit à retourner cinquante ans après en Éthiopie, sous couvert d'une mission de coopération économique italienne, pour le faire sortir de prison en jouant sa liberté dans une partie de poker victorieuse contre Berhanu Bayeh, un haut-dignitaire du régime.
Shimeta est fortuitement arrêté lors d'une descente de police dans l'immeuble d'Ilaria menée contre des Bangladais en situation irrégulière. Elle décide alors de faire jouer ses relations avec Piero Casati (le fils d'Edoardo, l'ami de son père), son amant de longue date et un homme politique en vue proche de Silvio Berlusconi, pour faire sortir son neveu du centre de rétention dans lequel il est détenu et risque l'expulsion. Ces démarches réussissent et Shimeta est accueilli par Ilaria et son frère, qui à cette occasion apprennent le dernier élément de l'histoire du jeune homme.

## Accueil critique
Pour Le Monde, l'écrivaine italienne Francesca Melandri s'attache dans ce roman à l'analyse de « l’accueil des migrants et [au] racisme de son pays à la lumière du passé colonial enfoui » en convoquant des sujets de « l'histoire italienne contemporaine peu traités (ou alors avec déni ou ignorance) » avec une réflexion sur « leurs conséquences humaines » dans un « passionnant jeu de miroirs [...] sur les effets du colonialisme, des années 1930 à aujourd'hui ». Sur la même ligne, le journal Libération souligne la « rouerie magistrale de scénariste » avec laquelle l'auteure met en scène dans ce « roman historique » les mécanismes du racisme et du refoulement par l'Italie de son passé colonial et des atrocités commises en Éthiopie (usage de gaz interdits par la convention de Genève, exécutions sommaires et massacres de masse, viol des femmes) durant la conquête mussolinienne de 1936 à 1941, avec leur résurgence à l'époque des gouvernements de Silvio Berlusconi dans un pays soumis à une crise des migrants dont un grand nombre proviennent des anciennes colonies italiennes de la Corne de l'Afrique ; analyse également partagée par L'Humanité. Pour Mediapart, le dernier roman de Francesca Melandri « pulvérise les couches de silence accumulées depuis l’ère fasciste et combat le révisionnisme historique des années Berlusconi ». Le Soir, plus laconique, le qualifie de « roman coup de poing ».
Lors de sa parution en Italie en 2017, le roman reçoit de la part du quotidien La Repubblica un accueil très positif qui considère qu'avoir réussi à relier dans la narration le passé colonial du pays aux crises contemporaines des migrants qu'il vit est « le coup de génie » de Francesca Melandri qui « ne s'enseigne ni à l'école, ni ne se raconte à la maison » dans un grand oubli ou déni collectif de la « conscience nationale ». Pour le journaliste, ce livre est également « plus qu'un roman, c'est un rêve, un parcours psychique » de l'écrivaine à la recherche du passé de son père, tout comme l'est l'Ilaria du roman envers le sien.

## DocumentairePagine nascoste
Un an après la parution du livre en Italie, la réalisatrice Sabrina Varani présente un film documentaire de 67 minutes, intitulé Pagine nascoste (2017) – dont Francesca Melandri est également scénariste et qui est produit par Cinecittà Luce, –, qui suit pendant cinq ans la genèse de l'écriture du roman, mais également un voyage de Francesca Melandri en Éthiopie et sa douloureuse recherche personnelle sur le passé fasciste de son père à la lecture des articles de presse écrits par celui-ci sur la conquête italienne des colonies de la Corne de l'Afrique et le régime de Mussolini,. Il est présenté lors du 35e Festival du film de Turin en 2017 et lors du Festival du film sociétal de Pérouse (PerSo) en septembre 2018.

## Éditions et traductions
- (it) Sangue giusto, éditions Rizzoli, coll. « Narrativa italiana », Milan, 2017,  (ISBN 9788817092159), 528 p.[24]
- (it) Sangue giusto, Biblioteca Universale Rizzoli, coll. « Contemporanea », Milan, 2019,  (ISBN 9788817108751), 528 p.
- (de) Alle, außer mir, trad. Esther Hansen, éditions Klaus Wagenbach, Berlin, 2018  (ISBN 978-3-8031-4238-2), 608 p.
- (nl) De lange weg naar Rome, trad. Etta Maris, éditions Cossée, Amsterdam, 2018  (ISBN 978-9-0593-6778-4), 448 p.
- Tous, sauf moi, trad. Danièle Valin, éditions Gallimard, coll. « Du monde entier », 2019,  (ISBN 9782072781711), 576 p.[25]
- Tous, sauf moi, trad. Danièle Valin, éditions Gallimard, coll. « Folio » no 6847, 2020,  (ISBN 9782072882111), 640 p.

### Vidéographie
- [vidéo] Pagine nascoste, bande annonce du documentaire (67 min) réalisé par Sabrina Varani, Cinecittà Luce, 2017.
- [vidéo] Tous, sauf moi, présentation du livre (10 min) par Francesca Melandri à la Librairie Mollat–Éditions Gallimard, 2019.